# حوزه انتخابیه سوم کانزاس
حوزه انتخابیه سوم کانزاس یک حوزه انتخابیه مجلس نمایندگان آمریکا است که در ایالت کانزاس قرار دارد.